# Josema
José Manuel Sánchez Guillén, meglio noto come Josema (Lorquí, 6 giugno 1996), è un calciatore spagnolo, difensore del Górnik Zabrze.

## Caratteristiche tecniche
È un difensore centrale.

## Carriera
Cresciuto nel settore giovanile dell'Almería, ha debuttato in prima squadra il 6 settembre 2016 in occasione dell'incontro di Coppa del Re perso 2-0 contro il Rayo Vallecano. Negli anni seguenti si è alternato fra Segunda División e Segunda División B fatta eccezione per una parentesi in Ligue 2 con il Sochaux, fino all'approdo in massima divisione nel 2020, dopo aver centrato la promozione con la maglia dell'Elche. Ha esordito nella Liga il 26 settembre 2020 giocando da titolare l'incontro perso 3-0 contro la Real Sociedad.